# Rhodometra fumosa
Rhodometra fumosa là một loài bướm đêm trong họ Geometridae.